# Pooświetleniowy wyrzut dwutlenku węgla
Pooświetleniowy wyrzut CO2, PIB CO2 (z ang. Post-illumination burst of carbon dioxide) – zjawisko występujące u części roślin i glonów, polegające na krótkookresowym, intensywnym wydzielaniu ditlenku węgla CO2 w początkowym okresie ciemności przez liście roślin lub glony.

## Związek pooświetleniowego wyrzutu CO2z fotooddychaniem
Pooświetleniowy wyrzut CO2 został opisany po raz pierwszy w roku 1955 przez J.P. Deckera i od tego czasu zaczęto badać jego zależność od szeregu czynników. Według Deckera (1955) PIB CO2 u roślin C3 jest krótkotrwałą kontynuacją procesu fotooddychania w ciemności, wynikającą z wcześniejszego „wyhamowania” fotosyntezy. Podstawowym argumentem za fotooddechowym pochodzeniem PIB-u CO2 jest jego brak w atmosferze niskiego stężenia tlenu (1-2%), które ogranicza fotooddychanie. Zauważono, że PIB rośnie wraz ze wzrostem natężenia światła lub wzrostem temperatury. Nawet wzrost temperatury, hamujący fotosyntezę, nadal zwiększał wielkość wyrzutu CO2. W dalszych badaniach obserwowano dwa wyrzuty CO2. Pierwszy zależny był wprost proporcjonalnie od natężenia światła poprzedzającego wyrzut i trwał dużo krócej od drugiego. Drugi wyrzut był wielokrotnie dłuższy i mniejszy od pierwszego. Jego wielkość nie zależała od natężenia światła poprzedzającego okres ciemności. Związek wielkości PIB-u z natężeniem fotosyntezy w okresie oświetlania doprowadził do stwierdzenia, iż wyrzut CO2 związany jest z substratami powstającymi podczas fotosyntezy. Szybko dostrzeżono również związek pomiędzy wielkością PIB-u a stężeniem tlenu. Pooświetleniowy wyrzut CO2 był całkowicie niewidoczny w stężeniu O2 1% i o wiele większy w stężeniu 100% O2 niż przy 21% O2. Jednocześnie obserwowano wyższe natężenie fotosyntezy netto przy stężeniu tlenu 1% oraz brak wpływu stężenia O2 na oddychanie ciemniowe. Przy stężeniu O2 1% nie obserwowano obniżania się fotosyntezy wraz ze wzrostem temperatury od 20 do 30 °C. Badania nad zależnościami pomiędzy PIB-em, fotosyntezą oraz oddychaniem, na świetle i w okresie po oświetlaniu, doprowadziły do odkrycia zjawiska fotooddychania oraz wniosku, iż fotooddychanie jest przez krótki okres kontynuowane w ciemności, czego efektem jest występowanie PIB-u.
Zjawisko wyrzutu CO2 obserwuje się również po gwałtownym obniżeniu natężenia światła i nazywane jest międzyoświetleniowym wyrzutem CO2 (PLIB-em) lub po gwałtownym obniżeniu temperatury (postermalny wyrzut CO2 – PLTB). Podobnie jak PIB wyrzut CO2 po obniżeniu natężenia światła jest zależny od stężenia tlenu. Uważa się, że także to zjawisko jest efektem opóźnionego hamowania fotooddychania w stosunku do fotosyntezy.

## Pooświetleniowy wyrzut CO2u glonów
Zjawisko pooświetleniowego wyrzutu CO2 występuje także u glonów. U Chlamydomonas reinhardii rejestrowano bardzo szybkie pobranie porcji CO2 po włączeniu światła (ang. gulp) oraz bardzo szybkie wydzielenie porcji CO2 po zaciemnieniu. Niewielkie włączanie 14C w związki organiczne i magazynowanie głównie jako węgiel nieorganiczny wskazuje na mały udział procesów fotosyntezy w zjawiskach pobrania i wydzielenia CO2 u Chlamydomonas reinhardii, w relacji światło-ciemność. Gwałtowne zmiany zawartości 14C obserwowano jedynie w puli węgla nieorganicznego. Jego zawartość w komórkach glonów zwiększała się na świetle z 0,5 mM do 2-4 mM i szybko wracała do poziomu z ciemności po zgaszeniu światła. Pooświetleniowy wyrzut CO2 u glonów jest więc związany ze zdolnością do kumulacji nieorganicznych związków węgla na świetle. Na pojawienie się PIB-u u tej grupy organizmów fotooddychanie ma niewielki wpływ. Za niefotooddechową genezą PIB-u u glonów przemawia także fakt braku zmian w wydzielaniu i pobieraniu O2 przy przejściu ze światła do ciemności i odwrotnie. U glonów nie obserwuje się znaczącego wpływu na wielkość PIB-u warunków podwyższających fotooddychanie – obniżonego stężenia CO2, ani też wpływu niskiego (2%) stężenia O2, które hamuje procesy fotooddechowe. Glony prawdopodobnie potrafią sprawnie wiązać dodatkowy CO2 pochodzący z fotooddychania. Akumulacja nieorganicznych postaci węgla w komórkach glonów wymaga nakładów energii i zależy od natężenia światła. Wielkość porcji CO2 pobranej na początku oświetlenia i wydzielonej po zaciemnieniu zależała od gęstości strumienia fotonów jakim były oświetlane komórki Chlamydomonas reinhardii. Badania te przeprowadzono na mutancie, który ma zdolność do zwiększonej akumulacji CO2 wewnątrz komórki, a zgromadzony CO2 był niedostępny dla procesów fotosyntezy (mutant o obniżonej aktywności anhydrazy węglanowej). Zastosowanie inhibitora anhydrazy węglanowej również powodowało wzrost akumulowanego wewnątrz komórki CO2 przy jednoczesnym hamowaniu włączania CO2 w procesie fotosyntezy.